# Marcin Sobczak (chemik)
Marcin Andrzej Sobczak – polski chemik, profesor nauk medycznych i nauk o zdrowiu, pracownik naukowy Instytutu Przemysłu Gumowego "Stomil", Katedry Technologii Produktów Kosmetycznych i Farmaceutycznych, Kolegium Medycznego Wyższej Szkoły Informatyki i Zarządzania z siedzibą w Rzeszowie i Katedry Chemii Wydziału Materiałoznawstwa, Technologii i Wzornictwa Uniwersytetu Technologiczno-Humanistycznego im. Kazimierza Pułaskiego w Radomiu.

## Życiorys
W 2001 r. obronił pracę doktorską pt. Badania nad syntezą oligowęglanodioli i poliwęglanouretanów, której promotorem był prof. Zbigniew Florjańczyk, w 2012 r. habilitował się na podstawie pracy zatytułowanej Synteza, charakterystyka i zastosowanie farmaceutyczne polimerów z segmentami estrowymi, węglanowymi i uretanowymi. W 2020 r. uzyskał tytuł profesora nauk medycznych i nauk o zdrowiu. Był przewodniczącym Rady Dyscypliny Naukowej – Nauk Farmaceutycznych WUM i prodziekanem na Wydziale Farmaceutycznym z Oddziałem Medycyny Laboratoryjnej Warszawskiego Uniwersytetu Medycznego.
Jest profesorem w Wojskowym Instytucie Higieny i Epidemiologii im. gen. Karola Kaczkowskiego i w Katedrze i Zakładzie Chemii Farmaceutycznej i Biomateriałów na Wydziale Farmaceutycznym Warszawskiego Uniwersytetu Medycznego, oraz członkiem Komisji Nauk Inżynieryjno-Technicznych na Oddziale Polskiej Akademii Nauk w Lublinie.